# Rémundar saga keisarasonar
Rémundar saga keisarasonar (o saga de Remund, hijo del emperador) es una de las sagas caballerescas escrita en nórdico antiguo y fechada hacia mediados del siglo XIV. Es la más larga en su género, y como se desconoce la fuente original, se considera una saga autóctona islandesa, aunque se percibe fierta influencia entre la saga y la obra «Lancelot, el Caballero de la Carreta» de Chrétien de Troyes.

## Sinopsis
La trama se centra en Rémundr, hijo del rey de Saxland, quien tras participar en una fiesta sueña con una tierra extraña donde se ubican tres edificidos fantásticos, uno de ellos un castillo con una cámara giratoria en lo alto. En su sueño, Réimundr se casa con una hermosa doncella, pero despierta antes de que pueda consumar su matrimonio. Al despertar, percibe que en su dedo se encuentra el anillo de boda y a partir de ese momento comienza su aventura, el esfuerzo de encontrar a su amada. Entre los grandes retos se encuentra el enfrentamiento con el gigante Eskupart, que le hiere en la cabeza y le deja la punta de su espada incrustada en el cráneo que no puede retirar, porque hay una maldición que solo puede romper Eilina (la muchacha del sueño). Cuando llega a África, debe enfrentarse a una doncella-guerrera y a los hombres de su padre, el rey. Su aflicción empeora en la India hasta que un arzobispo envía Elina para retirar la pieza de la espada de su cabeza. También debe enfrentarse al príncipe de Sicilia, que desea cortejar a Eilina, pero Rémundr lo derrota. Con la ayuda de una piedra mágica que le hace invisible, Rémundr es capaz de visitar a su amada por las noches. Después de regresar a casa y verse forzado a defenderse de una invasión pagana a su país, regresa a la India a través de Jerusalén con un ejército de 20.000 hombres, logra casarse con Elina y vuelve a Saxland para ser coronado rey.